# Nessus
A Nessus egy aktív hálózatbiztonsági szkenner program
Két verzióban elérhető:
- Home Otthoni felhasználásra ingyenes regisztráció után használható
- Professional fizetős verzió szakértőknek, amely jelentősen több tesztet tartalmaz

Használható szerverek, munkaállomások állapotának ellenőrzésére.

## Operációs rendszerek
A következő operációs rendszerekre elérhető
- Linux
  - RedHat
  - Fedora
  - Suse
  - Ubuntu
- FreeBSD
- Solaris
- Windows
- Mac OS X

## Interfészek

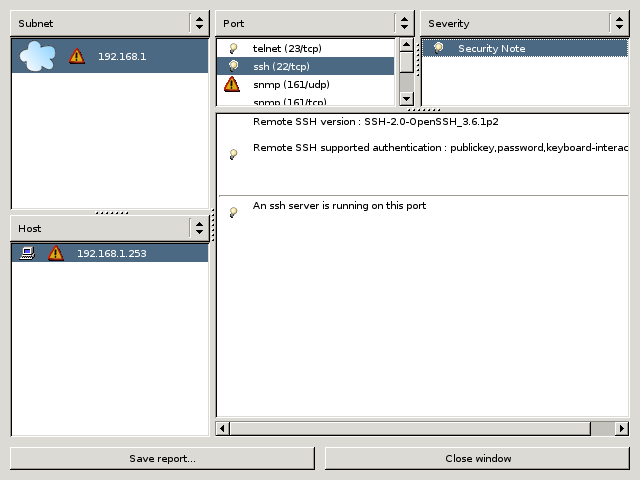
A Nessus grafikus felülete

A Nessus egyaránt rendelkezik parancssoros (command line) és webes interfésszel.
A command line interfész alkalmas automatizált vizsgálatok elvégzésére, jól használható riportok készítésére (HTML. XML, txt)
A webes interfész elsősorban "azonnali" vizsgálatoknál használható kellemesen, mivel az eredményt könnyen értelmezhető formában szolgáltatja
A gyártó támogatja, hogy a felhasználók saját tesztszabályokat készítsenek, a saját igényeiknek megfelelően.
Néhány teszt a vizsgált rendszer stabilitását veszélyezteti, ezek alapból tiltva vannak, szükség esetén engedélyezhetőek.